# 노랑머리 - 플라스틱 섹스
"노랑머리 - 플라스틱 섹스"는 한국에서 제작된 이세일 감독의 2013년 에로, 멜로/로맨스 영화이다. 민신애 등이 주연으로 출연하였다.

## 출연

### 주연
- 민신애
- 성윤아
- 이민우